# Edona Bilali
Edona Bilali (ur. 13 czerwca 1989 w Szkodrze) – albańska polityk, członek Socjalistycznej Partii Albanii, minister stanu ds. ochrony przedsiębiorczości w gabinecie premiera Ediego Ramy.  

## Życiorys
Edona Bilali urodziła się 13 czerwca 1989 r. w Szkodrze. W 2010 r. ukończyła studia magisterskie na wydziale ekonomicznym Uniwersytetu w Tiranie. Ukończyła również studia podyplomowe „Audytor Wewnętrzny w Sektorze Publicznym” i „Mikroekonomia Konkurencyjności” w ramach programu Harvard Business School. W 2017 r. obroniła doktorat z międzynarodowych stosunków gospodarczych w Austrii.  
Od 2010 do 2011 r. pracowała w Ministerstwie Finansów. Później zajmowała stanowisko Product Managera na rynki międzynarodowe w jednej z największych firm w kraju. Do marca 2021 r. prowadziła firmę doradczą obsługującą albańskie przedsiębiorstwa w zakresie rozwoju nowych i istniejących przedsiębiorstw. Przez lata była ekspertem kontraktowym dla EBOR, GIZ oraz szeregu ambasad zagranicznych i przedstawicielstw międzynarodowych w kraju. W 2018 r. otrzymała tytuł „Mentora Roku”. W wyborach parlamentarnych w 2021 r. została wybrana na posła do parlamentu Republiki Albanii reprezentującej region Szkodra. We wrześniu 2021 została ministrem stanu ds. ochrony przedsiębiorczości w gabinecie premiera Ediego Ramy. 